# Maurits Escherbrug
De Maurits Escherbrug (brug 323) is een bouwkundig kunstwerk in de Nederlandse gemeente Diemen.
De brug werd in 2022 gebouwd om de verbinding te verzorgen tussen de woonwijk Holland Park en het park Thérèse Schwartzepark. Karres & Brands Landschapsarchitecten ontwierp zowel park als bruggen binnen een stedenbouwkundig plan van Sjoerd Soeters. Er liggen vijf vaste bruggen in het park, waarvan dit in 2022 de enige was die vernoemd was. Het park is vernoemd naar kunstenares Thérèse Schwartze, de brug draagt de naam van Maurits Cornelis Escher; passend binnen de vernoemingen in de buurt die alle verwijzen naar kunstenaars. De naam is gefreesd in de houten leuning; daartoe werd typografie van Janno Hahn aangehouden.

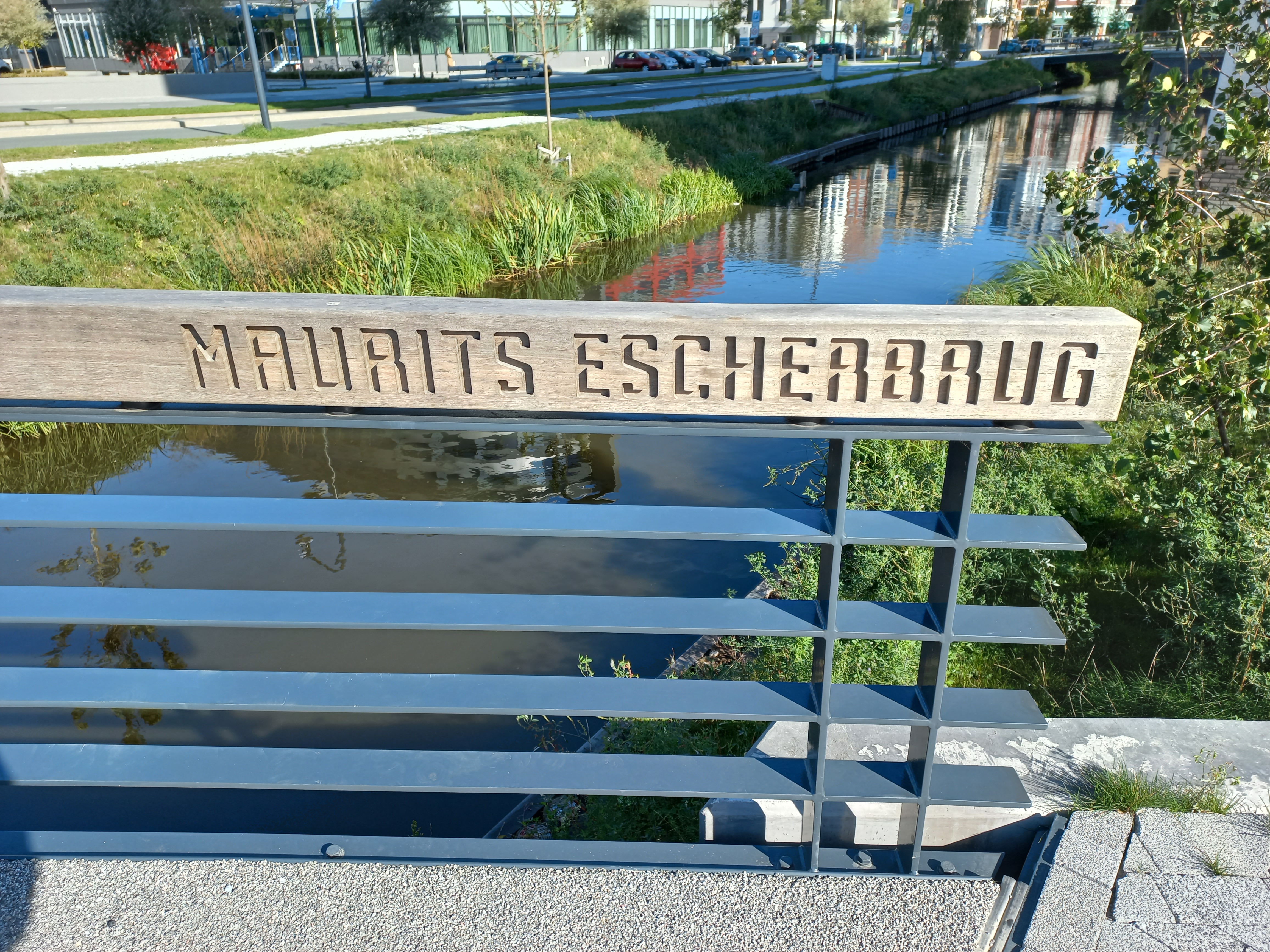
Naam (oktober 2022)